# 日本国憲法第4章
日本国憲法 第4章（にほんこくけんぽう だい4しょう）は、日本国憲法の章の1つ。

## 構成
- 第41条 国会の地位・立法権
- 第42条 両院制
- 第43条 両議院の組織・代表
- 第44条 議院及び選挙人の資格
- 第45条 衆議院議員の任期
- 第46条 参議院議員の任期
- 第47条 選挙に関する事項
- 第48条 両議院議員兼職の禁止
- 第49条 議員の歳費
- 第50条 議員の不逮捕特権
- 第51条 議員の発言・表決の無責任
- 第52条 常会
- 第53条 臨時会
- 第54条 衆議院の解散・特別会、参議院の緊急集会
- 第55条 資格争訟の裁判
- 第56条 定足数、表決
- 第57条 会議の公開、秘密会、会議録、表決の記載
- 第58条 役員の選任、議院規則・懲罰
- 第59条 法律案の議決、衆議院の優越
- 第60条 衆議院の予算先議権、予算議決に関する衆議院の優越
- 第61条 条約の承認に関する衆議院の優越
- 第62条 議院の国政調査権
- 第63条 閣僚（国務大臣）の議院出席の権利と義務
- 第64条 弾劾裁判所

## 関連法令
- 日本国憲法前文
- 公職選挙法
- 国会法
- 議院事務局法
- 議院法制局法
- 国会議員の歳費、旅費及び手当等に関する法律
- 議院における証人の宣誓及び証言等に関する法律
- 議院に出頭する証人等の旅費及び日当に関する法律

## 他の国々の場合
- ドイツ連邦共和国基本法第3章 連邦議会
- 大韓民国憲法第3章
- 中華人民共和国憲法第3章 国家機構 - 第1節 全国人民代表大会
- 中華民国憲法第6章 立法 / 第3章 国民大会